# 堀尾輝久
堀尾 輝久（ほりお てるひさ、1933年〈昭和8年〉1月5日 - ）は、日本の教育学者。東京大学名誉教授。専攻は教育学、教育思想史。
元NHKアナウンサーの杉山邦博は実兄。美術史家で文化学園大学名誉教授の堀尾真紀子は妻。

## 略歴
- 1933年1月5日、福岡県の職業軍人の家庭に生まれる。
- 1945年福岡県小倉市立徳力小学校卒業、旧制小倉中学入学。
- 1951年新制福岡県立小倉高等学校卒業。
- 1955年東京大学法学部政治コース卒業。
- 1962年東京大学大学院人文科学研究科教育学専攻博士課程修了、「現代教育の思想と構造 近代社会の構造転換と教育思想の変化を中心に」で教育学博士の学位を取得。学部時代は丸山眞男、大学院時代は勝田守一に師事。
- 1962年東京大学教育学部（教養学部併任）専任講師。
- 1965年助教授。
- 1969年7月〜1970年7月　パリ大学、ロンドン大学にて研究（文部省在外研究）。
- 1978年教育学部教授。
- 1984年〜1988年東京大学評議員。
- 1988年〜1990年東京大学教育学部長・大学院教育学研究科委員長。
- 1990年7月〜1991年2月、パリ第五大学にて研究・講義（日本学術振興会）。
- 1993年定年退官、名誉教授、中央大学文学部教授。
- 1994年5月28日　フランスの教育功労章オフィシエ受章。
- 2001年2月〜3月　トゥールーズ・ミライユ大学招聘教授。
- 2003年中央大学退職。
- 2006年総合人間学会設立
- 2014年総合人間学会会長
- 日本教育学会会長（1984年〜1986年、1992年〜1997年）、日本教育法学会会長を、それぞれ2期務める。教育哲学学会、日本教育政策学会、日仏教育学会、日本比較教育学会、日本平和学会、日本学術会議会員（13期1985年〜1988年、15期1991年〜1994年、16期1995年〜1998年）、世界教育学会評議委員。
- 2017年3月「９条地球憲章の会」設立。「９条地球憲章の会」代表。
- 2021年「９条地球憲章の会」は『地球平和憲章　日本発モデル案-地球時代の視点から9条の理念の発展を-』（花伝社）2021年5月

## 思想
勝田守一の「国民の教育権」論、宗像誠也の内外事項区分論を継承し、それらを発展させつつ、コンドルセ Condrcet1743-94ら、近代初期の教育思想に、幸徳秋水やホブソンなどの先駆的な「帝国主義」に関する論など国家論・社会論を接続して、その現代的再構成を試みた。現代公教育を、支配者階級による被支配者階級の「教化 indoctorination」システムと定位し、近代における教育拡大（教育の機会均等・義務教育の普及など）を批判的に把捉した。
一般に、近代の教育組織が複線型（dual system）としてとらえられるのに対して、近代教育の三重構造『教育入門』（p24〜p45）『現代教育の思想と構造』（p6〜p8、同時代ライブラリーp6〜8）を指摘した。また『現代教育の思想と構造』第一部　第2章　四（p135〜,同時代ライブラリーp147~)では、「政治的文盲」（p139、同時代ライブラリーp150）について分析して、政治化の時代における非政治的民衆の創出というパラドックス、デモクラシー下におけるデモクラシーの空洞化について論じた。
その一方、「人権としての教育」を思想的に練磨し、その「私事の組織化＝親義務の共同化」としての公教育、すなわち、その機能から「徳育 education」を排し、それを「知育 instruction」に限定される公教育モデルを提唱した。その思想は、「国民の教育権」論として知られた。
堀尾の理論は、家永教科書裁判における原告家永三郎に勝訴をもたらした、東京地裁判決(1971年7月17日、通称杉本判決)に、理論的基礎を提供した。
堀尾は国際的な「子どもの権利」に関わる経緯を積極的に主張している。1924年Declaration of the rights of the Child in Geneva「ジュネーブ子どもの権利宣言」。1948年 Universal Declaration of Human Rights「世界人権宣言 」。1959年Declaration of the Rights of the Child「子どもの権利宣言」。1966年 Convention of Human Rights「国際人権規約」 。1985年ユネスコ「学習権宣言」。1989年Convention on the Rights of the Child「子どもの権利条約」。
堀尾は地球時代の視点から日本国憲法前文・第9条の理念を発展させて「地球平和憲章」を出そうと2017年3月、多くの呼びかけ人ともに「９条地球憲章の会」を創設して代表となって地球規模の平和を求める思想市民運動を展開している。地球市民の英知を結集して地球平和憲章を創りたいと地球上のすべての人々に「平和に生きる権利」を保障する非戦・非武装・非核・非暴力の平和な世界の実現を求めている。「９条地球憲章の会」（https://www.9peacecharter.org/）は2021年5月『地球平和憲章　日本発モデル案-地球時代の視点から9条の発展を-』を花伝社よりブックレットとして発行した。http://www.kadensha.net/books/2021/202105chikyuuheiwakenshou.html
堀尾の理論への批判としては、教育行政学者の持田栄一による、教育の「私事性」の持つイデオロギー性批判があると言われているが、堀尾が、共産主義に個や私の契機を問うていたことで、いわゆる社会主義に対するイメージがそれぞれで違っていた点を分析する必要があると思われる。(堀尾・持田論争、参考文献:持田栄一編『教育改革への視座』田畑書店、1973年)。進歩的文化人や日教組の理論的支柱として知られていたが、学校教育の実務については「習熟度」によるクラス分けを提案するなど原理、原則的な平等思想には立たなかった。

## 備考
家永教科書裁判に関わっていた。家永支援組織の『教科書裁判ニュース』（1997年9月号）に、「家永先生、32年間という長い間のたたかい、本当にご苦労さまでした」「先生の勇気ある決断と持続する行動力には、ただ頭の下がるばかりです」という祝辞を書く。堀尾は、1997年8月31日に中国教育学会会長の招きで訪中したが、「当然のこととして話題となった最高裁判決を、家永先生の勝訴として報告できたこと、中国教育者たちも喜んでいたことを、先生にお伝えしたいと思います」と書いていることを述べた。秦郁彦は、中国の同志たちと一高寮歌さながらに「友の憂いに我は泣き、わが喜びに友は舞う」を実践するのをとがめる気はないが、中国の大学に講義に行ったとき、心安い先生が、「家永さんがうらやましい。国立大学の教授が国を訴えて英雄視されるんですからね。わが国の学者は政府の公式政策の範囲でしかモノが言えません」とこぼしており、「ひょっとしたら中国教育学会のお歴々は、戦時中の家永氏が味わったような苦衷に堪えていたのかもしれない。」と述べている。

## 著書

### 単著
- 『現代教育の思想と構造ー国民の教育権と教育の自由の確立のためにー』岩波書店、1971　のち『同時代ライブラリー』としても発行された（ただし第三部はない　1992年）
- 『教育の自由と権利 国民の学習権と教師の責務』青木書店　1975年
- 『教育と人間をめぐる対話』新日本出版　1977年
- 『現代日本の教育思想ー学習権の思想と「能力主義」批判の視座』青木書店　1979年
- 『教育基本法をどう読むかー教育改革の争点』岩波ブックレット　1985年
- 『教育基本法はどこへ　理想が現実をきり拓く』有斐閣新書　1986年
- 『子どもの権利とはなにか　人権思想の発展のために』岩波ブックレット　1986年
- 『天皇制国家と教育　近代日本教育思想史研究』青木書店、1987年
- 『教育入門』岩波新書　1989年
- 『子どもの発達・子どもの権利　子どもを見る目・育てる目』文民教育協会子どもの文化研究所編　童心社　1989年
- 『日本の教育はどこへ』青木書店　1990年
- 『人間形成と教育　発達教育学への道』岩波書店　1991年
- 『人権としての教育』岩波書店・同時代ライブラリー　1991年
- 『教科書問題〜家永訴訟に託すもの』岩波ブックレット　1992年
- 『対話集　教育を支える思想』岩波書店　1993年
- 『日本の教育』東京大学出版会　1994年
- 『現代社会と教育』岩波新書　1997年
- 『いま、教育基本法を読む 歴史・争点・再発見』岩波書店 2002
- 『地球時代の教養と学力〜学ぶとは、分かるとは』かもがわ出版　2005年
- 『教育を拓く〜教育改革の２つの系譜』青木書店　2005年
- 『教育に強制はなじまない〜君が代斉唱予防裁判における法廷証言』大月書店　2006年
- 『子そだて・教育の基本を考える　子どもの最善の利益を軸に』童心社　2007年
- 『人間と教育　堀尾輝久対話集』かもがわ出版　2010年
- 『未来をつくる君たちへ　“地球時代”をどう生きるか』清流出版　2011年

### 共編著
- 『教育法を学ぶー国民の教育権とはなにか』永井憲一共編　有斐閣選書　1976年
- 『戦後日本の教育改革　第2巻　教育理念』山住正己共著　東京大学出版会　1976年
- 『現代教育学の基礎知識』全2巻　中内敏夫,吉田章宏共編　有斐閣ブックス　1976年
- 『教育基本法文献選集2　教育の理念と目的　前文,第一条,第二条』編　学陽書房　1977年
- 『教育と人権』兼子仁共著　岩波書店　1977年
- 『岩波教育小辞典』五十嵐顕、大田堯、山住正己共著　岩波書店　1982年
- 『教育を改革するとはどういうことか』大田尭共著 岩波書店 1985
- 『岩波講座　子どもの発達と教育』大田堯、岡本夏木、坂元忠芳、園原太郎、滝沢武久、波多野誼余夫、村井潤一、山住正己共編、全8巻 岩波書店、1979-80年
- 『岩波の子育てブック幼年期 ゼロ歳から就学まで』編 岩波書店 1986
- 『世界のなかの私たち』西川潤共著 大月書店 1987
- 『シリーズ中学生・高校生の発達と教育』全3巻　太田政男共著 岩波書店 1990
- 『いじめ自殺〜子を亡くした親たちのメッセージ』野口清人,折出健二共著 信州の教育と自治研究所ほか編　かもがわ出版　1998年
- 『平和・人権・環境教育国際資料集』河内徳子共編 青木書店 1998
- 『「日の丸・君が代」と「内心の自由」』右崎正博,山田敬男共著 新日本出版社 2000
- 『東京都の教員管理の研究』浦野東洋一共編著　同時代社　2002年
- 『今、なぜ変える教育基本法Q＆A』浪本勝年,石山久男共編著　大月書店　2003年
- 『地域における新自由主義教育改革 学校選択、学力テスト、教育特区』小島喜孝共編 エイデル研究所 2004年
- 『日本の教員評価に対するILO・ユネスコ勧告』浦野東洋一共編著 つなん出版 民主教育研究所叢書 2005年

### 翻訳
- ブライアン・サイモン『現代の教育改革ーイギリスと日本』エイデル出版　1987年
- モーリス・ドベス『教育の段階〜誕生から青年期まで』斎藤佐和共訳　岩波書店　1982年
- トッド・パール『ピース・ブック』童心社　2007年
- ジェフ・ウィッティー『教育改革の社会学〜市場、公教育、シティズンシップ』久富善之共監訳　東京大学出版会、2004年
- アンディー・グリーン『教育と国家形成　原書第２版』堀尾輝久・岡田昭人　監訳　東京大学出版会　2022年

### 外国語への翻訳
- Educational Thought and Ideology in Modern Japan ーstate authority and intellectual freedom  edited and translated by Steven Platzer  東京大学出版会　1988年
- 『当代日本教育思想』王智新訳　山西教育出版　1993年
- L’Education au Japon, edited and translated by J.F. Sabouret, Edition CNRS, Paris, 1993年
- « Quelques aspects problématiques de l'enseignement de la langue dans les écoles japonaises - Directives officielles et pratiques pédagogiques », 堀尾輝久訳、Christian Galan（クリスチャン・ガラン）訳、 in Christian Galan & Jacques Fijalkow (dir.), Langue, lecture et école au Japon Arles, Philippe Picquier, 2006年
- 『全球化時代的教養与学力』人民教育出版社　北京　2008年
- Valeurs et enjeux de l'education à l'ère planètaire　MESCE  2012年
- « Individus, éducation et démocratie : la question des droits de l'homme et des droits de l'enfant au Japon », Christian Galan（クリスチャン・ガラン）訳、 in Christian Galan & Jean-Pierre Giraud (dir.), Individu-s et démocratie au Japon, Toulouse, PUM, 2015年